# Villar-Saint-Pancrace
Villar-Saint-Pancrace är en kommun i departementet Hautes-Alpes i regionen Provence-Alpes-Côte d'Azur i sydöstra Frankrike. Kommunen ligger  i kantonen Briançon-Sud som ligger i arrondissementet Briançon. År 2022 hade Villar-Saint-Pancrace 1 433 invånare.

## Befolkningsutveckling
Antalet invånare i kommunen Villar-Saint-Pancrace
Referens:INSEE